# Trio Pasquier
Le Trio Pasquier est un trio à cordes français fondé en 1927 et dissous en 1974.

## Historique
Le Trio Pasquier est un ensemble de musique chambre français en effectif trio à cordes (soit un violon, un alto et un violoncelle) fondé en 1927.
Créé à l'initiative de l'altiste Pierre Pasquier, le Trio Pasquier se consacre principalement à la défense de la musique française et occupe une place essentielle dans la vie musicale française de son temps. La formation se produit avec de nombreux partenaires, parmi lesquels Marguerite Long et Jean-Pierre Rampal.
Après la dissolution de l'ensemble en 1974, le nom a été repris par les membres du Nouveau Trio Pasquier, qui avait été fondé en 1970 et rassemblait Régis Pasquier, Bruno Pasquier et Roland Pidoux.

## Membres
Les membres du Trio Pasquier étaient :
- violon : Jean Pasquier ;
- alto : Pierre Pasquier ;
- violoncelle : Étienne Pasquier.

## Créations
Le Trio Pasquier est le créateur de plusieurs œuvres, d'Ermend Bonnal (Trio à cordes, 1934), de Jean Françaix (Trio à cordes, 1934), Jean Rivier (Trio à cordes, 1934), Guy Ropartz (Trio à cordes, 1935), Bohuslav Martinů (Trio à cordes no 2, dédié au Trio Pasquier, 1935), Albert Roussel (Trio à cordes, 1937), André Jolivet (Suite pour trio à cordes, 1938), Jean Martinon (Trio à cordes, op. 32 no 2, 1944), Darius Milhaud (Trio à cordes, 1947) et Florent Schmitt (Hasards, 1943 ; Trio à cordes, 1948), notamment. 
Le Trio Pasquier a enregistré le Trio à cordes d'Ermend Bonnal en 1939 (Disques Pathé 124 à 126).
Gabriel Pierné a composé Trois pièces en trio sur les noms de Jean, Pierre et Étienne Pasquier.